# Puerto Rico Wing Civil Air Patrol
A Puerto Rico Wing Civil Air Patrol (PRWG) é o mais alto escalão da Civil Air Patrol nos territórios de Puerto Rico e U.S. Virgin Islands. A sede da ala de Puerto Rico está localizada na cidade de San Juan.
A Puerto Rico Wing consiste em mais de 900 cadetes e membros adultos distribuídos em 4 grupos e 28 locais distribuídos por toda a ilha. A Puerto Rico Wing foi ativada em 22 de novembro de 1949.
A ala de Puerto Rico é membro da Região Sudeste da CAP juntamente com as alas dos seguintes Estados: Arizona, Florida, Georgia, Mississippi e Tennessee.

## Missão
A Puerto Rico Wing executa as três missões principais da Civil Air Patrol (CAP): fornecer serviços de emergência; oferecendo programas de cadetes para jovens; e fornecer educação aeroespacial para membros do CAP e para o público em geral.

### Serviços de emergência
A Civil Air Patrol realiza serviços de emergência em situações de emergência por meio de diversas missões, entre elas: busca e salvamento; gestão de emergência; ajuda humanitária e operações antidrogas.

### Programas de cadetes
A CAP administra um programa de cadetes com idades entre 12 e 20 anos, com o objetivo de aprimorar as habilidades de liderança dos cadetes, cultivando o interesse pela aviação, e também para prestar serviços à Força Aérea dos Estados Unidos e à comunidade local.

### Educação aeroespacial
A CAP executa programas de educação aeroespacial internos e externos. O programa interno oferece educação aeroespacial para os membros do CAP, tanto seniores quanto cadetes. O programa externo fornece ao público em geral educação aeroespacial.

## Organização

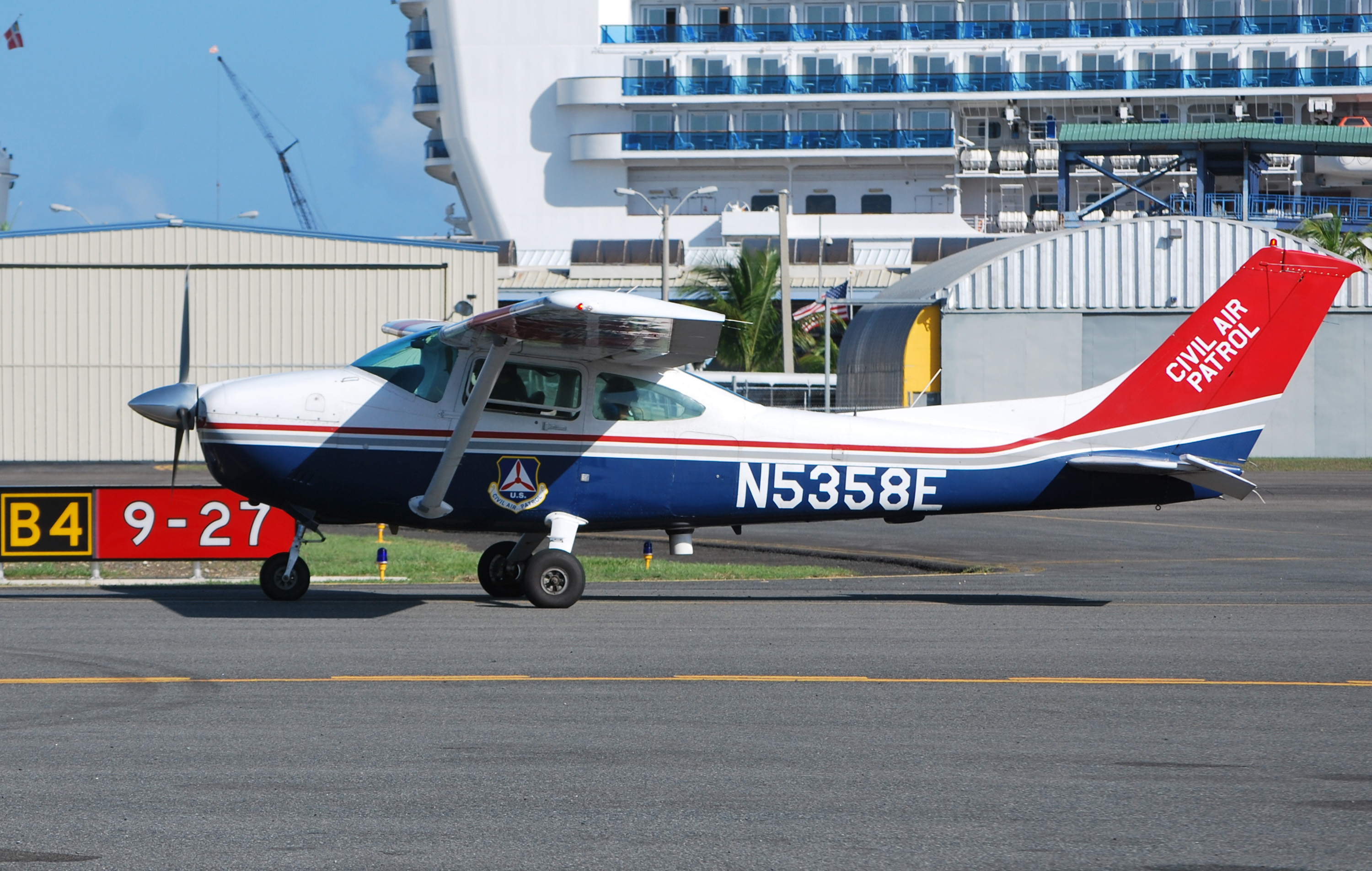
Um Cessna 182 da Civil Air Patrol pertencente à Puerto Rico Wing.

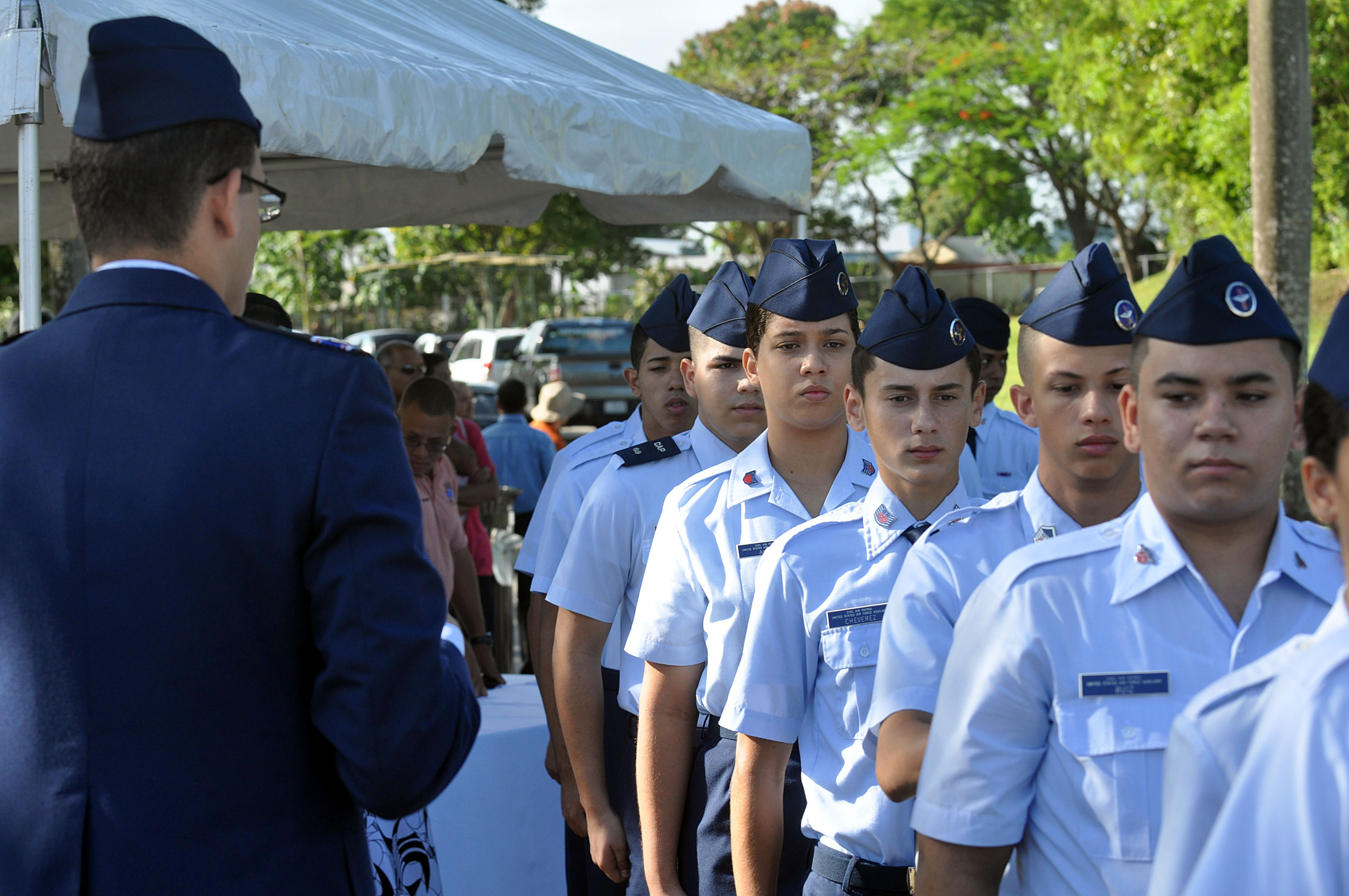
Cadetes da Puerto Rico Win no Cemitério Nacional de Puerto Rico em Bayamón.

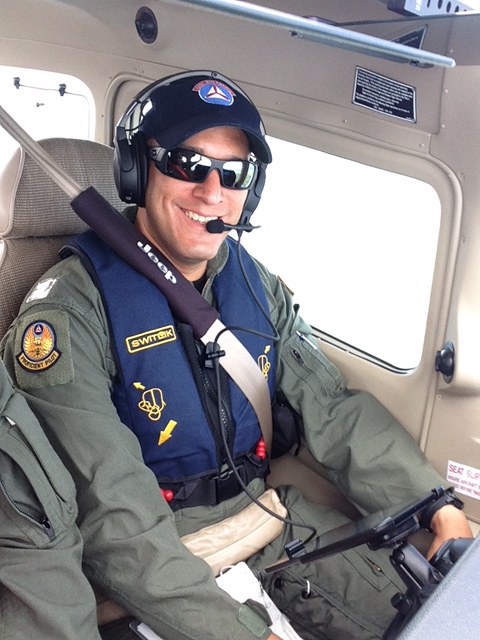
Capitão da Força Aérea dos EUA, Luis Aponte, oficial de operações do 455º Esquadrão Expedicionário de Comunicação, voa em um Cessna 182 durante uma missão de Patrulha Aérea Civil com a Porto Rico Wing.

| Grupo   | Designação | Nome do Esquadrão                          | Localização                  |
| ------- | ---------- | ------------------------------------------ | ---------------------------- |
|         | PR000      | Puerto Rico Wing Support Squadron          | San Juan                     |
|         | PR001      | Puerto Rico Wing Headquarters              | San Juan                     |
|         | PR999      | State Legislative Squadron                 | San Juan                     |
|         | PR008      | Isla Grande Senior Squadron                | Aeroporto Fernando Dominicci |
| Group 1 | PR059      | Col Bartolo Ortiz Cadet Squadron           | Ceiba                        |
|         | PR081      | St. Croix Composite Squadron               | Kingshill                    |
|         | PR126      | Muñiz ANGB Cadet Squadron                  | Muñiz Air Base               |
|         | PR138      | Humacao Cadet Squadron                     | Humacao                      |
|         | PR903      | St. Thomas Composite Squadron              | St. Thomas                   |
| Group 2 | PR012      | Ponce High School Cadet Squadron           | Ponce                        |
|         | PR051      | Maj William Biaggi Cadet Squadron          | Yauco                        |
|         | PR104      | Guánica High School Cadet Squadron         | Guánica                      |
|         | PR110      | Capt Pedro F. Guisti Piazza Cadet Squadron | Peñuelas                     |
|         | PR120      | Sabana Grande Cadet Squadron               | Sabana Grande                |
|         | PR142      | Ponce Senior Squadron                      | Ponce                        |
|         | PR168      | Capt Lawrence E. Erickson Senior Squadron  | Guayanilla                   |
|         | PR802      | Adler Cadet Squadron                       | Gurabo                       |
| Group 3 | PR002      | Mayagüez Cadet Squadron                    | Mayagüez                     |
|         | PR035      | Aguadilla Cadet Squadron                   | Punta Borinquen              |
|         | PR066      | Cabo Rojo Cadet Squadron                   | Cabo Rojo                    |
|         | PR068      | Lajas Cadet Squadron                       | Lajas                        |
|         | PR079      | Moca High School Cadet Squadron            | Moca                         |
|         | PR129      | Añasco Senior Squadron                     | Añasco                       |
| Group 4 | PR034      | Arecibo Cadet Squadron                     | Arecibo                      |
|         | PR092      | Lt Col Agustín Díaz Cadet Squadron         | Toa Baja                     |
|         | PR094      | Lt Col Elsa M. Soto-Torres Cadet Squadron  | Bayamón                      |
|         | PR122      | Col Clara Livingston Cadet Squadron        | San Juan                     |
|         | PR123      | Dr. Cesareo Rosa-Nieves Cadet Squadron     | San Juan                     |
|         | PR131      | Bayamón Cadet Squadron                     | Bayamón                      |
|         | PR161      | Capt Saulo Solis-Molina Cadet Squadron     | Cataño                       |
|         | PR801      | Kingdom Cadet Squadron                     | Dorado                       |

## Ex-alunos notáveis
- Elmer Román - ex-Secretário de Estado de Porto Rico
- Eurípides Rubio - ganhadora da Medalha de Honra
- Clara Livingston - ex-comandante de ala de relações públicas e 200ª mulher a obter uma licença de piloto